# Gorze
Gorze é uma comuna francesa na região administrativa de Grande Leste, no departamento de Mosela. Estende-se por uma área de 17,94 km². Em 2010 a comuna tinha 1 168 habitantes (densidade: 65,1 hab./km²).